# Bulgaria en los Juegos Mundiales de Breslavia 2017
Bulgaria fue uno de los 111 países que participaron en los Juegos Mundiales de 2017 celebrados en Breslavia, Polonia.
La delegación de Bulgaria estuvo compuesta por ocho deportistas que participaron en cinco disciplinas.
Bulgaria no obtuvo ninguna medalla en alguno de los deportes oficiales del evento, pero si obtuvo dos preseas de plata en los deportes de exhibición, donde se colocó en la posición once del medallero.
| Oro | Plata | Bronce |
| --- | ----- | ------ |
| 0   | 2     | 0      |

## Gimnasia

### Rítmica
| Atleta            | Categoría         | Clasificación | Clasificación | Final     | Final    | Posición |
| Atleta            | Categoría         | Puntos        | Posición      | Puntos    | Posición | Posición |
| ----------------- | ----------------- | ------------- | ------------- | --------- | -------- | -------- |
| Femenil           |                   |               |               |           |          |          |
| Boryana Kaleyn    | Pelota individual | 15.800        | 9             | Eliminada |          | 9        |
| Boryana Kaleyn    | Aro individual    | 16.300        | 9             | eliminada |          | 9        |
| Boryana Kaleyn    | Clavas individual | 15.100        | 10            | eliminada |          | 10       |
| Boryana Kaleyn    | Lazo individual   | 14.600        | 9             | eliminada |          | 9        |
| Neviana Vladinova | Pelota individual | 17.250        | 3             | 16.800    | 5        | 5        |
| Neviana Vladinova | Aro individual    | 16.800        | 5             | 14.000    | 8        | 8        |
| Neviana Vladinova | Clavas individual | 15.700        | 6             | 15.450    | 7        | 7        |
| Neviana Vladinova | Lazo individual   | 15.000        | 6             | 15.900    | 4        | 4        |

### Trampolín
| Femenil                        |                        |        |    |            |            |            |            |            |            |            |
| Hristina Peneva Mariela Peneva | Trampolín sincronizado | 66.300 | 10 | Eliminadas | Eliminadas | Eliminadas | Eliminadas | Eliminadas | Eliminadas | Eliminadas |

## Ju-Jitsu
| Masculino       |               |                     |      |                |      |           |           |           |           |           |           |           |
| Radoslav Markov | Combate 62 kg | # Bohdan Mochulskyi | 17:7 | # Louis Cloots | 0:50 | Eliminado | Eliminado | Eliminado | Eliminado | Eliminado | Eliminado | Eliminado |

## Kickboxing
| Masculino         |       |                       |     |                |     |                       |                       |                  |
| Aleksandar Petrov | 81 kg | # Aleksandr Dmitrenko | 3:0 | # Omari Boyd   | 3:0 | # Aleksandar Menkovic | Perdedor por decisión | Medalla de plata |
| Bogdan Shumarov   | 71 kg | # Miroslav Smolar     | 3:0 | # Bruno Gazani | 3:0 | # Vitalii Dubina      | 0:3                   | Medalla de plata |

## Muay thai
| Masculino      |       |                      |     |           |           |           |           |           |           |           |
| Dimitar Markov | 71 kg | # Suppachai Muensang | 0:0 | Eliminado | Eliminado | Eliminado | Eliminado | Eliminado | Eliminado | Eliminado |